# Антон Фрязин
Анто́н Фря́зин (настоящее имя Анто́нио Джила́рди, итал. Antonio Gislardi) — архитектор и дипломат итальянского происхождения, работавший в России в 1469—1488 годах. Прозвище «Фрязин» — искажённое «франк» — старорусское название выходцев из Южной Европы, в основном итальянцев. Племянник Ивана Фрязина.
Об Антоне Фрязине известно немногое. Сообщается лишь то, что он:
- происхождением из итальянской Виченцы.
- прибыл в Москву в 1469 году в составе свиты Юрия Траханиота, посла кардинала Виссариона с предложением брака Ивана III и Софьи Палеолог (племянницы императора Византии Константина XI Палеолога).
- в 1471 году вернулся из Ватикана, установив дипломатические отношения между Ватиканом и Москвой.
- помогал дяде тайно провезти через Москву венецианского посла в Орду Тревизана, был на этом пойман. Иван Фрязин был посажен в тюрьму, а Антон Фрязин направлен обратно в Венецию добиваться извинений. Он справился с поручением и вернулся в Россию.
- в 1485 году построил первую башню обновлённого (кирпичного) Московского кремля — Тайницкую.
- в 1488 году построил Свиблову (ныне Водовзводную) башню — юго-западную угловую башню Кремля.

Существуют предположения, что в летописях под именем Антона Фрязина объединены два разных человека.